# Bataille du Val de Préaux
Chouannerie
Batailles
- Liffré
- 1re Argentré
- Expédition de Quiberon
- (Landévant et Mendon
- Plouharnel
- Quiberon)
- Segré
- 1er Rocher de La Piochais
- La Ceriseraie
- La Cornuaille
- 1re La Croix-Avranchin
- La Vieuville
- Boucéel
- 1re Saint-James
- 2e Rocher de La Piochais
- 2e La Croix-Avranchin
- Auverné
- Andigné
- Croix-Couverte
- Tinchebray
- L'Auberge-neuve
- Locminé
- Saint-Hilaire-des-Landes
- Val de Préaux
- Le Grand-Celland
- 2e Argentré
- Noyant-la-Gravoyère
- La Hennerie
- Saint-Aubin-du-Cormier
- Le Mans
- Nantes
- Saint-Brieuc
- Le Lorey
- Mont-Guéhenno
- La Tour d'Elven
- 2e Saint-James
- Les Tombettes
- Pont du Loc'h

La bataille du Val de Préaux se déroula lors de la Chouannerie normande.

## Prélude
En 1796, les trois colonnes mobiles républicaines des environs de Domfront remportent plusieurs succès contre les Chouans. La première, issue d'un bataillon des Vosges, passe pour être la plus redoutable, elle est commandée par le capitaine Toussaint et est forte, d'après les témoignages des frères Caillebotte, de 100 ou 250 hommes. La seconde est formée de soldats de la 144e demi-brigade et est sous les ordres du capitaine Michelot. Une troisième est constituée de jeunes habitants de Domfront et de ses environs commandés par Victor L'Hosdinière et Dufay-Pourelière.
En mai, les divisions royalistes de Saint-Jean-des-Bois, Ambrières-les-Vallées et Flers de l'Armée catholique et royale de Normandie se rassemblent dans la forêt de Saint-Jean-des-Bois, sous le commandement de Louis de Frotté. Les forces réunies sont alors de 2 000 hommes. Les colonnes mobiles de Domfront se réunissent aux garnisons de Tinchebray et Mortain, formant ainsi une force aussi nombreuse que celle des royalistes.

## La bataille
Le 15 mai 1796, les colonnes mobiles devant regagner Domfront en convoi, Louis de Frotté se poste en embuscade avec les divisions de Saint-Jean-des-Bois et d'Ambrières-les-Vallées à Préaux, entre Domfront et Tinchebray. En outre, Frotté charge François de Marguerye, dit Griffon, Moulin et 500 hommes des colonnes de Saint-Jean et Flers, de contourner la colonne républicaine afin d'attaquer son arrière-garde à Saint-Cornier-des-Landes.
Cette troupe est surprise par 500 Républicains de la garnison de Tinchebray, envoyés par le général Larue. Les Chouans perdent cinq hommes et sont mis en déroute. Cependant un détachement de la division de Flers arrive en renfort et parvient à contenir les troupes républicaines. Griffon rallie alors ses hommes et lance une contre-attaque qui repousse les Bleus.
Au même moment, le combat s'engage au Val de Préaux entre Chanu et Saint-Cornier-des-Landes. Le convoi républicain, constitué de trois voitures, l'une chargée de prisonniers, les deux autres d'effets mobiliers, est assaillie par les troupes de Frotté. Les Républicains sont surpris par la décharge et se retranchent derrière leurs voitures, mais aussitôt le chef chouan Saint-Louis mène une charge à la baïonnette et s'empare du convoi. Les Républicains abandonnent leur convoi et prennent la fuite, poursuivis par les hommes de Frotté.
Cependant une troisième troupe républicaine, venue de Saint-Cornier-des-Landes, arrive à son tour sur le champ de bataille presque déserté et s'empare du convoi. Mais Griffon arrive à son tour et le reprend aux Bleus. Ces derniers se replient sur Domfront.

## Pertes
Selon les mémoires de Michel Moulin, dit Michelot, les Chouans ont perdu 40 à 45 hommes tués et plus de 30 blessés contre une perte de 300 hommes aux Républicains,. Ce nombre est repris par Alphonse de Beauchamp et élevé à 400 par Jacques Crétineau-Joly. Mais selon Léon de La Sicotière, les pertes des Républicains sont certainement très exagérées. D'après Richard Séguin, quinze Républicains ont en outre été faits prisonniers, quatre d'entre eux se seraient joints aux Chouans et les onze autres auraient été fusillés.